# Sven Eriksonsgymnasiet

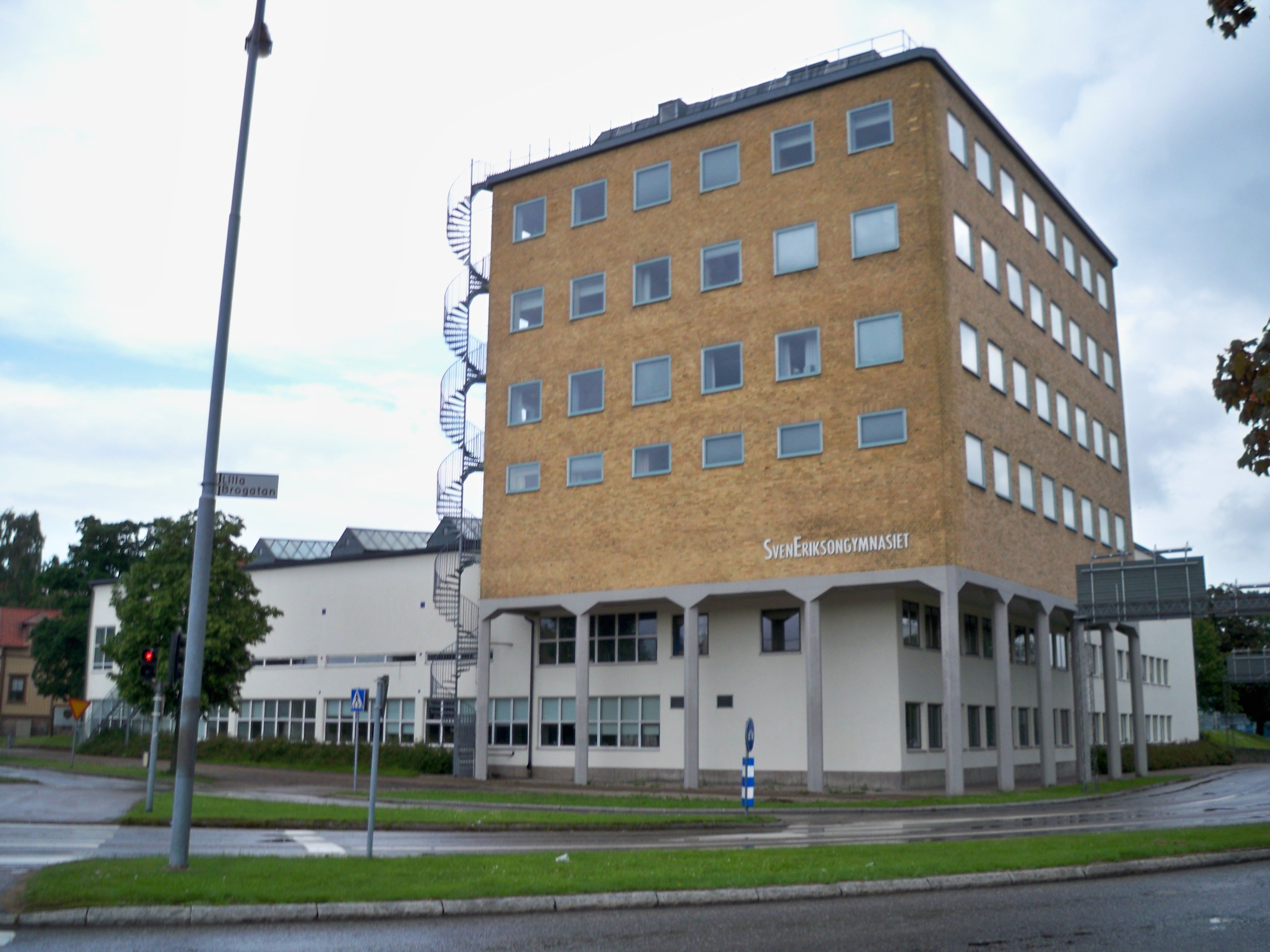
Två byggnader, ritade av stadsarkitekt Harald Ericson, i hörnet av Varbergsvägen-Teknologgatan. Den låga, vita byggnaden med takfönster i shedstil uppfördes 1935 åt Textilinstitutet; den höga i gult tegel med grå pelare var en påbyggnad åt samma institut år 1952.

Sven Eriksonsgymnasiet är en gymnasieskola belägen i centrala Borås. Skolan grundades 1856.

## Historik
Skolan har haft flera olika namn under historiens gång. Det ursprungliga namnet löd Tekniska Elementarskolan i Borås (1856-1938), därefter Tekniska gymnasiet (1938-1947), Högre tekniska läroverket (1947-1963) och Statens tekniska gymnasium (1963-1997). 1997 döptes den till Sven Eriksongymnasiet, vilket också tydligt står präntat på en gavel, men i likhet med denna artikel omskrivs den kommunalt som Sven Eriksonsgymnasiet med ett genitiv-s emellan. I folkmun kallas den däremot sedan långt tillbaka enbart för "Teknis".
Skolan är uppkallad efter entreprenören Sven Erikson. Erikson grundade bland annat Sveriges första mekaniska väveri i Rydboholm, följt av flera nya väverier runt om i Boråstrakten. Från början fanns ett nationellt intresse av utbildning i maskinell användning och vävteknik. Tekniska Väfskolan, som kom igång 1866, blev därför snart en del av de övriga tekniska utbildningarna vid Tekniska Elementar, och utvecklades under 1900-talet till Textilinstitutet. Detta institut avvecklades 1985 och blev istället Textilhögskolan och en del av Högskolan i Borås.

## Galleri

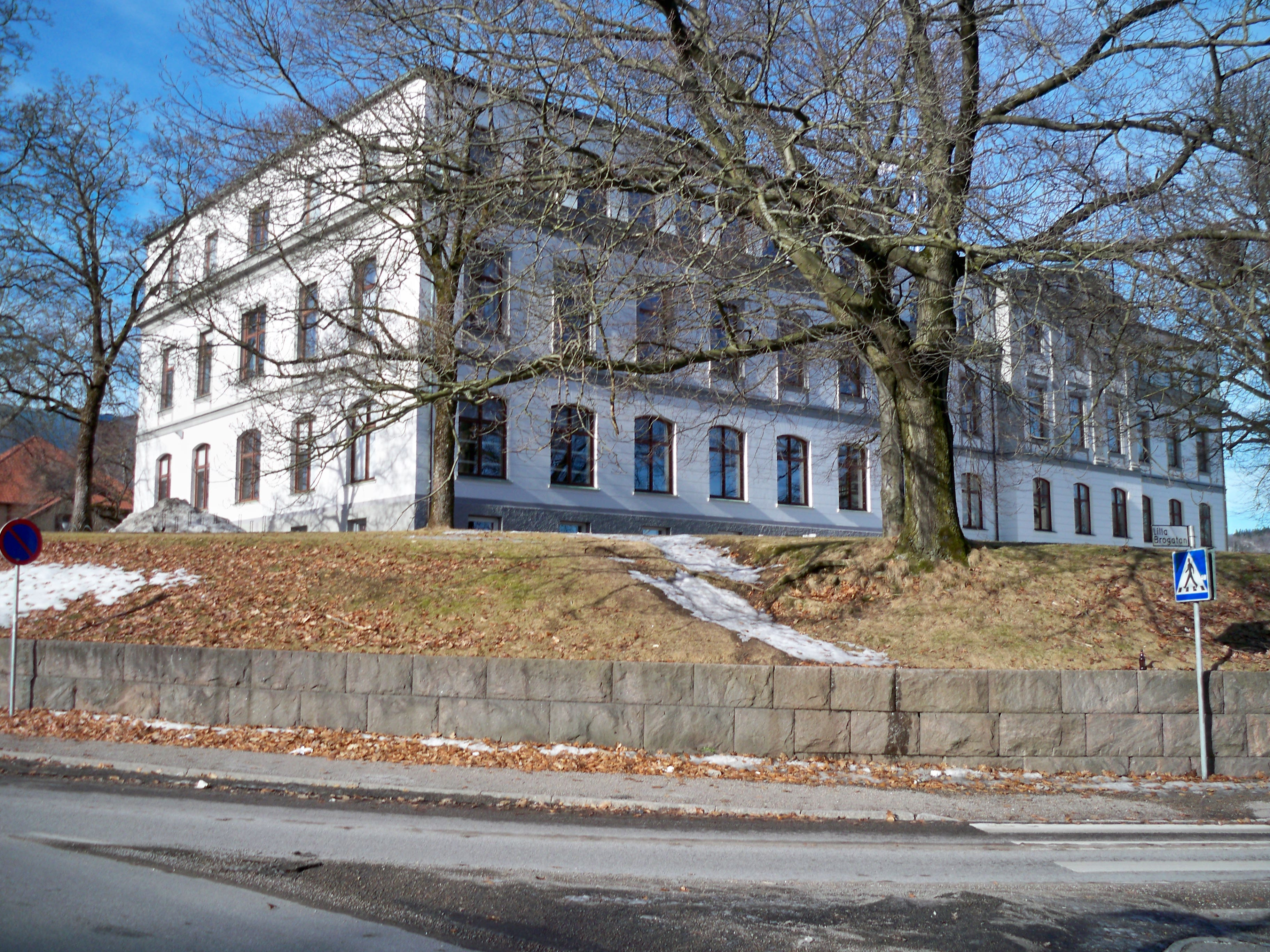
Den äldsta bevarade skolbyggnaden från 1862 till höger och 1897 års utbyggnad till vänster. Översta våningen tillagd 1947.
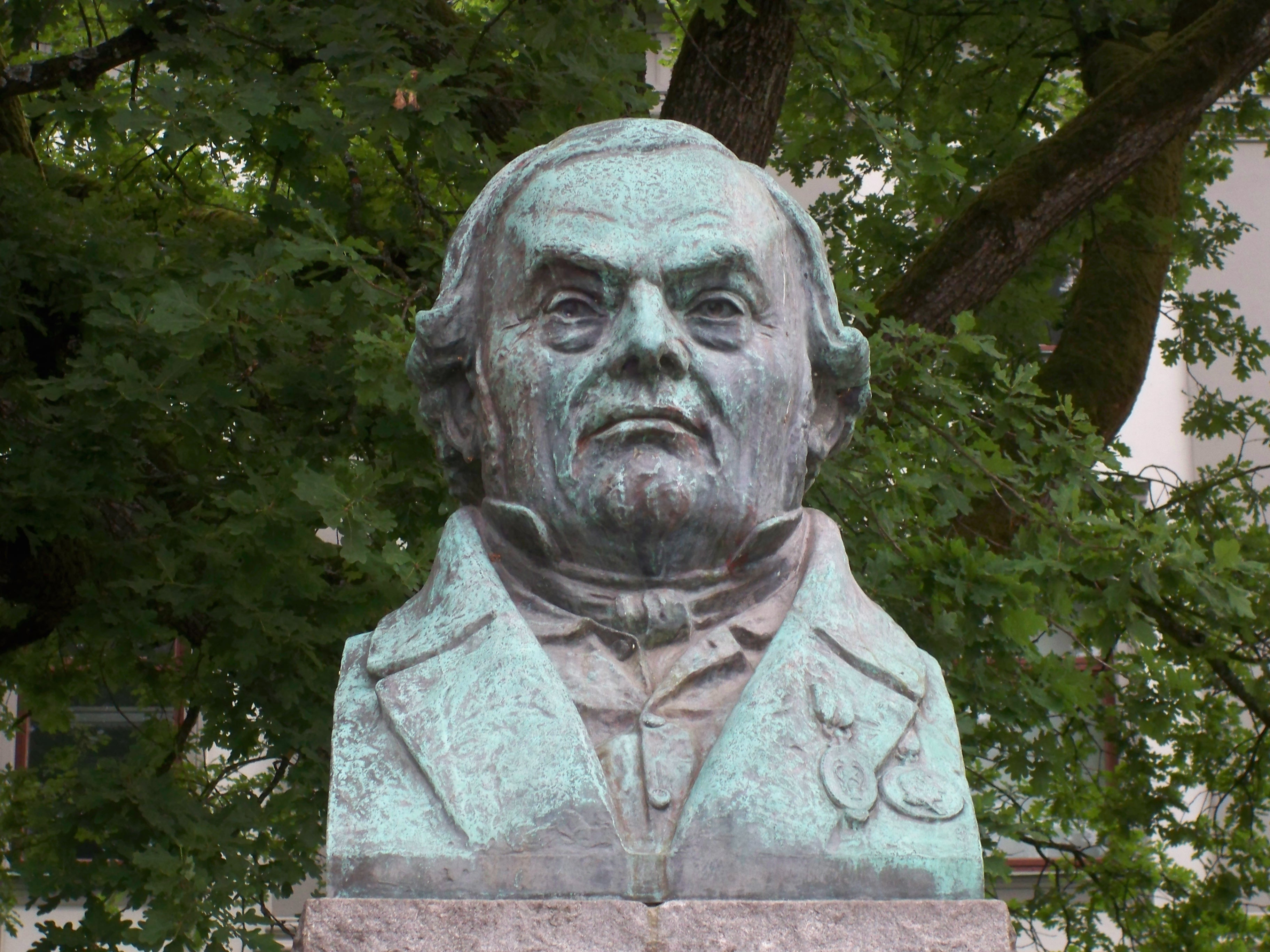
Sven Erikson porträtterad av Anders Wissler 1913, på plats utanför den äldsta byggnaden.

## Allmänt
Idag är det cirka 1360 elever som studerar på Teknis och cirka 150 lärare undervisar. Från att ursprungligen ha varit ett rent tekniskt gymnasium, ändrades detta hösten 1993 och sedan dess har skolan många varierade utbildningar såsom
- International Baccalaureate
- Ekonomiprogrammet
- Entreprenörsprogrammet
- Teknikprogrammet
- Barn- och fritidsprogrammet, inriktning fritid och hälsa

Man har en webbsida som eleverna själva driver med hjälp av utgångna studenter. 
Bland kända före detta elever är Irans förre premiärminister Jafar Sharif-Emami, IT-entreprenören Martin Lorentzon och racerföraren Robin Rudholm. En av lärarstabens minnesvärda är ingenjören, uppfinnaren och författaren Carl Jacob Magnell som 1891 konstruerade lokomotivångaren Svanen och 1893 utgav den muntra Ingeniör Münchhausens berättelser från Amerika.

## Elevkåren Teknis
Elevkåren Teknis är landets äldsta elevkår; den bildades 1862 och har till syfte "att främja och tillvarata elevernas intressen." Detta märks inte minst på alla de föreningar och aktiviteter som växt fram, cirka 30 föreningar finns på skolan. Ett urval av föreningar är:
- Kortegekommittén - föreningen som anordnar den återkommande Kortegen, som varje år går genom centrala Borås.
- Vårflamman - skolans examenstidning som ges ut en gång om året.
- Valberedningen - som väljer ut kandidater för eventuell position i kommande års Elevkårs styrelse.

En annan förening som betyder mycket för teknis är Teknologföreningen i Borås som är en sammanslutning av gamla ingenjörsutbildade elever på skolan. Föreningen, som bildades 1862, har idag cirka 6040 medlemmar.

## Traditioner

### Kortegen
Den årliga kortegen som hålls mitt i centrala Borås är en anrik tradition från 1920. I en veckas tid snickrar och bygger frivilliga elevkårsmedlemmar under kvällar och nätter och i slutet även på dagtid ihop olika inslag som på valborgsmässokvällen förs runt på stadens gator.

### Vårflamman
Under årens lopp har det givits ut ett antal tidskrifter. Det började julen 1912 med tidningen Grisen. 1937 lades Grisen ner efter att ha utkommit årligen i 25 år. Vårflamman tog snabbt dess plats och har sedan dess utkommit årligen (dock ej 1973) vid valborgsmässotid.

### Lussespex
1954 instiftades Lussespexet. Även detta har en äldre föregångare, nämligen 1873 års skådespel. Detta framfördes årligen på skolan i 59 år. Därefter lades det ner, men återuppstod 22 år senare som Lussespektakel. Efter det att luciasången klingat ut framförs en uppsjö olika spex, sånger och galenskaper av frivilliga elevkårsmedlemmar.

### Nollning
En av de senast instiftade traditionerna är nollningen. En tradition som har funnits länge på många skolor runt om i Sverige, men som kom till Sven Eriksonsgymnasiet först 1978 och sedan dess varit en tradition.